# صناعة المستقبل (كتاب)
صناعة المستقبل: المهن والتدخلات والإمبراطورية والمقاومة (بالإنجليزية: Making the Future: Occupations, Interventions, Empire and Resistance) هو كتاب يجمع مجموعة من مقالات الأعمدة الافتتاحية السياسية لعام 2012، كتبها نعوم تشومسكي وحررها جون للنشر الشهري من قبل صحيفة نيويورك تايمز في الفترة ما بين 2 أبريل 2007 و31 أكتوبر 2011. مقالات الأعمدة وفقا ستيكني «تقديم سرد للأحداث التي صنعت المستقبل منذ عام 2007»، بما في ذلك الحرب في أفغانستان والعراق، وسباق الرئاسة الأمريكية لعام 2008، والقرن الصيني، والمد الوردي، والانتشار النووي، وحرب غزة، والتسوية الإسرائيلية، وتغير المناخ، والأزمة المالية العالمية، والربيع العربي، ووفاة أسامة بن لادن، وحركة احتلوا.

## خلفية
وُلد نعوم تشومسكي عام 1928 في فيلادلفيا بنسلفانيا، لمهاجرين يهود من أوروبا الشرقية. بعد مشاركته الأكاديمية في مجال اللغويات، حصل تشومسكي في نهاية المطاف على وظيفة كأستاذ لقسم اللغويات والفلسفة في معهد ماساتشوستس للتكنولوجيا. في مجال اللغويات يُعزى إليه كصانع ومبدع مشارك لتسلسل هرم تشومسكي، ونظرية القواعد العالمية، ونظرية تشومسكي-شوتزنبرجر. من الناحية السياسية كان تشومسكي قد تبنى وجهات نظر يسارية متطرفة منذ الطفولة، حيث عرف نفسه بنقابة الأناركو والاشتراكية التحررية. كان معروفًا بشكل خاص بانتقاداته للسياسة الخارجية للولايات المتحدة والرأسمالية المعاصرة، وقد وصف بأنه شخصية ثقافية بارزة.

## ملخص
تم الاتصال مع تشومسكي أولاً لكتابة مقالة افتتاحية لجريدة نيويورك تايمز في الذكرى الأولى لهجمات 11 سبتمبر على أساس مجلده المؤثر للغاية بعنوان: 9/11 والمنشور في 2001. الاهتمام الدولي الذي حصل عليه العمود التالي المعنون 9-11: الدروس غير المكتسبة، أقنع الناشرين بتكليف تشومسكي بكتابة ما يقرب من 1000 كلمة في الشهر والتي سيقومون بتوزيعها بعد ذلك على شكل مقالات افتتاحية. تم الاهتمام بها على نطاق واسع في الخارج، ولكن نادرًا ما يتم نشرها في الولايات المتحدة وصحيفة نيويورك تايمز نفسها على قرائها. على الصعيد الدولي ظهرت المقالات الافتتاحية في الصحف الأوروبية الرئيسية، كان هناك عدد من الصحف الإقليمية في الولايات المتحدة التي نشرت المقالات الافتتاحية. نُشر المجلد الأول من هذه المقالات الذي يجمع الأعمدة من سبتمبر 2002 إلى مارس 2007 تحت عنوان «التدخلات».